# گوهرن (ترام)
گوهرن (به آلمانی: Göhren) یک منطقهٔ مسکونی در آلمان است که در Tramm واقع شده‌است. گوهرن  ۴۰۰ نفر جمعیت دارد.